# Gang de l'ouest
Le Gang de l'ouest (West End Gang) est l'un des groupes de crime organisé les plus influents du Canada. Cette mafia irlandaise originaire de la ville de Montréal fut fondée au début du XXe siècle. Sa zone d'influence serait les quartiers ouest de la métropole ainsi que plusieurs autres. Il possède également un important réseau de trafic de drogue en Amérique du Nord.

## Activités criminelles
Au début le gang était dans l'extorsion de fonds et le racket. Au fil des années, il se spécialise dans le trafic de drogue et d'armes, et le blanchiment d'argent. En 1994, les frères Richard et Gerald Matticks, alors considérés comme faisant partie des chefs du crime organisé irlandais, sont accusés de l'importation d'environ 26 tonnes de haschisch par le Port de Montréal, alors sous leur contrôle. Lors de leur procès, la défense révéla que les enquêteurs avaient certaines preuves. Ceci mènera au lancement de la commission d'enquête Poitras sur les méthodes d'enquêtes de la Sûreté du Québec en 1996.  Ils se lancèrent ensuite dans le trafic de crystal meth au début des années 2000.

## Membres notoires
- Peter Ryan : chef du gang jusqu'à sa mort en 1984.

- Allan Ross : chef du gang après Ryan, il était considéré comme l'un des 5 plus grands trafiquants de drogue en Amérique du Nord.

## Référence
1. ↑  
(en) Peter Edwards et Michel Auger, The Encyclopedia of Canadian Organized Crime: From Captain Kidd to Mom Boucher, Toronto, McClelland & Stewart, 2012, 217 p. (ISBN 9780771030499)
2. ↑  « Gang de l'ouest: Richard Matticks est mort », sur La Presse, 16 janvier 2015 (consulté le 28 janvier 2020)
3. ↑  Vincent Larouche, « La mafia irlandaise de Montréal : des bandits «romantiques» », La Presse,‎ 28 septembre 2012 (lire en ligne)